# Alberto Cavallari
Alberto Cavallari (Piacenza, 1º settembre 1927 – Levanto, 20 luglio 1998) è stato un giornalista e scrittore italiano.

## Biografia
Figlio di Enrico (Piacenza, 1894-1972), commerciante, e Dirce Bongiorni (Casa Celli di San Lazzaro, 1900 - Piacenza, 1969), casalinga, ebbe un fratello maggiore di sei anni, Oreste. Sposò nel 1954 Maria Teresa Astorri, da cui ebbe due figli: Paolo ed Andrea.
Iniziò la carriera giovanissimo, fondando e dirigendo la rivista Numero, (1945-1946) su cui Ennio Morlotti, Emilio Vedova ed altri pubblicarono il Manifesto del Realismo (detto "Oltre Guernica"), e collaborando a L'Italia libera (1945), organo del Partito d'Azione, al Corriere Lombardo (1947) e alla Libertà di Piacenza.
I suoi incarichi furono molteplici: redattore di Epoca (1950-1953); inviato speciale del Corriere della Sera (1954-1969); direttore del Gazzettino di Venezia (1969-1970); commentatore politico del TG2 (1971); direttore dell'ufficio romano dell'Europeo (1972-1973); corrispondente da Parigi per La Stampa (1973-1975) e per il Corriere della Sera (1977-1981); direttore del Corriere della Sera (1981-1984) dopo le dimissioni di Franco Di Bella, coinvolto nelle inchieste sulla loggia massonica P2 con grave discredito per la testata. Cavallari viene da molti considerato "colui che ripulì il Corriere dalla P2".
Come scrivono Giuseppe Gallizzi e Vincenzo Sardelli nel libro Eravamo in via Solferino (pag. 149): "Alberto Cavallari, uno dei migliori giornalisti italiani degli ultimi sessant'anni, soprattutto per versatilità, è stato uno dei rari casi di far coesistere il cronista e lo scrittore. Inviato speciale, corrispondente cosmopolita dall'estero, ma anche prezioso uomo di macchina, toccò a lui il compito di ricostruire l'immagine del Corriere della Sera dopo la parentesi della loggia P2".
Dopo aver lasciato il Corriere fu opinionista per La Repubblica dal 1984 sino alla morte, avvenuta nel 1998. Ha insegnato giornalismo all'Università Paris II (1978-1989) e svolto numerosi seminari all'Università di Pavia. Dal 1984 è stato membro dell'European Institute for the Media, presso l'Università di Manchester prima, e l'Università di Düsseldorf, poi. Nel 1965 Cavallari realizzò sulle pagine del Corriere un'inchiesta sul Concilio Vaticano II, culminata, il 3 ottobre, con un'intervista a Paolo VI.
Fu anche denunciato da Bettino Craxi per un articolo, critico nei confronti delle ruberie di Stato di Tangentopoli e della politica del "Così fan tutti" (espressione che tende a giustificare il sistema tangenti e l'utilizzo a fini privati del denaro pubblico - oltre che la rete collusiva e criminale di cui tale comportamento fu una conseguenza e che a propria volta tale comportamento generò - ben esemplata, tra gli altri eventi, dal famoso discorso alla Camera dei Deputati del 29 aprile 1993), nel quale scriveva che, tra guardie e ladri, si schierava dalla parte delle guardie. Morì nella sua abitazione a causa di una crisi cardiaca, prima di vedere la fine del processo.
Ha sintetizzato la sua vita in un'autobiografia pubblicata nell'Autodizionario degli scrittori italiani.

## Opere
- L'Europa intelligente, Rizzoli, Milano, 1963.
- L'Europa su misura, Vallecchi, Firenze, 1963.
- La Russia contro Kruscev, Vallecchi, Firenze 1964[8].
- (con I. Montanelli, P. Ottone, G. Piazzesi e G. Russo), Italia sotto inchiesta, Corriere della Sera, 1963-1965, Sansoni, Firenze, 1965.
- Il Vaticano che cambia, Mondadori, Milano 1966.
- (con M. A. Asturias e S. Pautasso), Incontro con Miguel Angel Asturias, IILA[9], Roma, 1973.
- Il potere in Italia, Mondadori, Milano, 1967.
- Una lettera da Pechino, Garzanti, Milano 1974 e 1976, ISBN 978-88-11-73908-1.
- La Cina dell'ultimo Mao, Garzanti, Milano 1975 e 1976, ISBN 978-88-11-73917-3.
- La Francia a sinistra, Garzanti, Milano, 1977, ISBN 978-88-11-73934-0.
- Vicino & lontano, Garzanti, Milano, 1981, ISBN 978-88-11-73956-2.
- (con E.G. Wedell e G.M. Luyken), Media in competition: the future of print and electronic media in 22 countries, European Institute for the Media, Manchester e InterMedia Centrum, Hamburg, 1986, ISBN 3-926074-00-0.
- La fuga di Tolstoj, Einaudi, Torino, 1986, ISBN 978-88-06-59385-8; poi Garzanti, Milano 1994, ISBN 978-88-11-66653-0 e Skira[10], Milano 2010. ISBN 978-88-572-0686-8
- La fabbrica del presente, Feltrinelli, Milano, 1990. ISBN 978-88-07-08092-0
- L'atlante del disordine, Garzanti, Milano, 1994. ISBN 978-88-11-73836-7
- La Forza di Sisifo, a cura di Marzio Breda, Aragno Editore[11], Torino, 2011. ISBN 978-88-8419-541-8

Traduzioni, curatele e altri testi:
- Dalla pittura ai fumetti, di L. Hogben, Mondadori, Milano 1952.
- Dal 1980 ha collaborato ad "Affari Esteri"[12] rivista promossa dal Ministero degli Affari Esteri e dall'AISPE.
- Sabbioneta: una stella e una pianura, con Paolo Carpeggiani, Rosalba Tardito, Stefano Mazzoni, Ovidio Guaita, Luca Sarzi Amade, CARIPLO, Milano, 1985.
- Prefazione del libro Cartoline lametta di Giuseppe Novello, Rosellina Archinto Editore, Milano, 1987. ISBN 978-88-7768-037-2
- Autodizionario degli scrittori italiani, a cura di Felice Piemontese, Leonardo Editore, Milano, 1990, pp. 98–99. ISBN 88-355-0077-X
- Robinson Crusoe, di D. Defoe, Feltrinelli, Milano 1993, ISBN 978-88-07-82059-5; con testo introduttivo intitolato L'isola della modernità, pp. 7-29.

## Premi
- Premio Saint-Vincent di giornalismo (1960)[13]
- Premio Marzotto per il giornalismo (1963)
- Premio Palazzi (1963)[14]
- Premio Estense (1965)[15]
- Lions d'Oro – Lions Club Piacenza (1966)
- Premio giornalistico "Alfio Russo" - Giara d'argento (1979)
- Premio Internazionale "La Madonnina" (1984)
- Premio Acqui Storia – Testimone del Tempo (1988)[16]
- Premio Colombe d'Oro per la Pace – Istituto di Ricerche Internazionali Archivio Disarmo di Roma (1989)
- Premio giornalistico Federico Motta Editore (1996)
- Premio "Angil dal Dom" - Fondazione Cassa di Risparmio Piacenza e Vigevano (1996)[17]